# Kommunalwahlen in Rheinland-Pfalz 2009
Am 7. Juni 2009 fanden die Kommunalwahlen in Rheinland-Pfalz 2009 statt. Es wurden Kreisräte, Stadträte der kreisfreien Städte, Verbandsgemeinderäte, Gemeinde-/Stadträte verbandsfreier Gemeinden, übrige Gemeinde-/Stadträte, Ortsbeiräte und der Bezirkstag im Bezirksverband Pfalz gewählt. Ebenfalls fanden Direktwahlen von Ortsvorstehern sowie einiger Bürgermeister und Landräte statt, wobei die evtl. erforderlichen Stichwahlen für den 21. Juni vorgesehen waren. Am selben Tag wurden auch die Wahlen zum Europaparlament durchgeführt. Parallel fanden in vier weiteren deutschen Bundesländern Kommunalwahlen statt.

## Rechtliches
Staatsangehörige eines Mitgliedstaates der Europäischen Union waren zu den kommunalen Vertretungskörperschaften (Ortsbeirat, Gemeinde-/Stadtrat, Verbandsgemeinderat, Kreistag) sowie zu den Wahlen der Ortsvorsteher, Bürgermeister und Landräte wahlberechtigt. Voraussetzungen dafür waren, dass am Tag der Wahl das 18. Lebensjahr vollendet war, dass seit mindestens drei Monaten der Hauptwohnung im Wahlgebiet lag und zudem durfte die Person in der Bundesrepublik Deutschland nicht vom Wahlrecht ausgeschlossen sein.
Sie waren wählbar, wenn sie in der Bundesrepublik Deutschland nicht vom Wahlrecht oder der Wählbarkeit und in ihrem Herkunftsland nicht von der Wählbarkeit ausgeschlossen waren.

## Beschlagnahmung von Wahlplakaten im Wahlkampf
Das Amtsgericht Koblenz entschied Mitte Mai 2009, alle Plakate des NPD-Landesverbandes Rheinland-Pfalz mit der Karikatur „Guten Heimflug“ zu beschlagnahmen. Diese Plakate waren bereits ein Jahr vorher bei der Landtagswahl in Bayern als volksverhetzend angesehen worden. Diese Ansicht wurde im September 2009 gerichtlich bestätigt. Die Bevölkerung wurde gebeten, beim Feststellen eines solchen Plakates die nächstgelegene Polizeidienststelle zu benachrichtigen, die Plakate aber nicht selbst abzuhängen.

## Ergebnisse

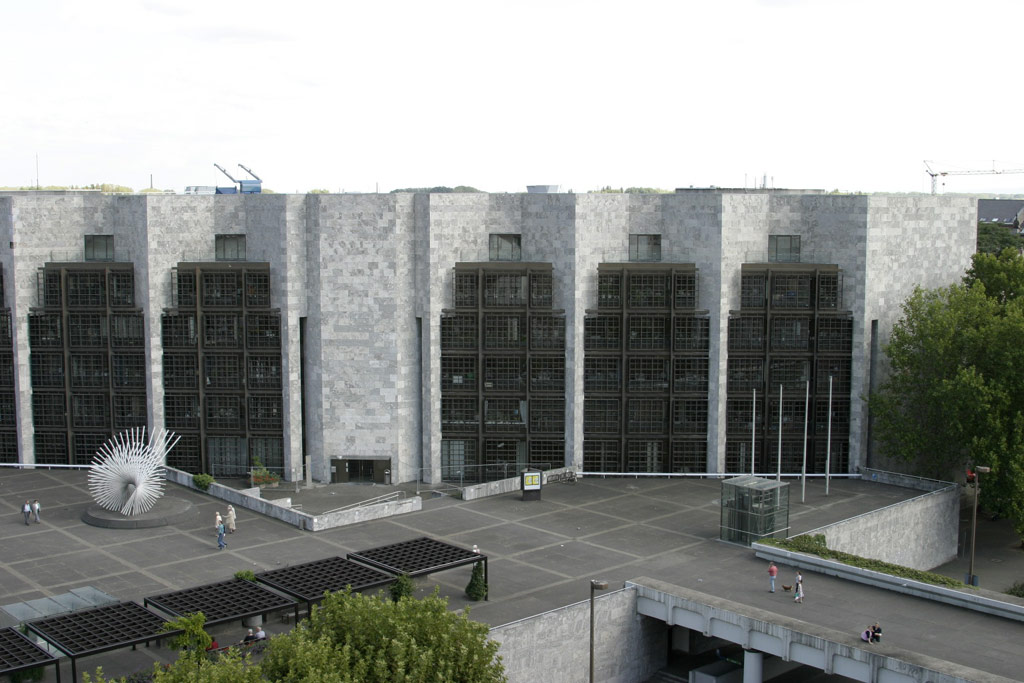
Mainzer Rathaus

Für die CDU brachten die Kommunalwahlen 2009 starke Verluste im Gegensatz zur Wahl 2004 (−7,4 %). Davon profitierten vornehmlich die FDP (+3,1 %) und die Linken (+2,6 %), aber auch die Grünen (+1,0 %) und die SPD (+0,6 %). Die Republikaner verloren 0,4 %, während sonstige Parteien und Wählervereinigungen 0,5 % gewannen. Dennoch bleibt die CDU die stärkste Kraft in den kommunalen Räten in Rheinland-Pfalz mit 37,6 % der Stimmen. Ihre größten Verluste waren im Landkreis Vulkaneifel, wo sie von 55,1 % auf 35,8 % zurückfiel.
In der Landeshauptstadt Mainz konnten die Grünen mit 21,9 % der Stimmen einen Sensationserfolg verbuchen. Dort haben sie nur noch einen Sitz weniger als die SPD. In den innerstädtischen Ortsteilen Mainz-Altstadt und Mainz-Neustadt waren die Grünen mit über 30 % der Stimmen stärkste Kraft. Bei der Wahl der Ortsvorsteher fanden in den 15 Ortsteilen der Landeshauptstadt elf Stichwahlen zwei Wochen später am 21. Juni statt. In Mainz-Neustadt beteiligen sich die Kandidaten von SPD und Grüne an der Stichwahl, in Mainz-Ebersheim die Kandidaten von CDU und FDP.

## Besonderheiten im Wahlsystem
Aufgrund der Besonderheiten des rheinland-pfälzischen Wahlsystems bei den Kommunalwahlen (personalisierte Verhältniswahl) sind die in der Graphik dargestellten prozentualen Stimmanteile als „gewichtete Ergebnisse“ ausgewiesen, welche das Wahlverhalten nur rechnerisch wiedergeben können. Insbesondere bei den Gemeinderatswahlen kommt statt einer „personalisierten Verhältniswahl“ („Mehrfachbenennung“ in Verbindung mit Kumulieren und Panaschieren) vor allem bei kleineren Ortsgemeinden eine Mehrheitswahl vor, bei den eine Parteizugehörigkeit der Bewerber bzw. der Gewählten nicht möglich ist.
Es gab Orte, in denen sich kein Bewerber für das Bürgermeisteramt fand, z. B. Waldmühlen. Auch gab es Orte, in denen es keine Wahlliste gab, z. B. Homberg (Westerwald). Der Wahlzettel erschien jeweils leer, es konnten aber Namen eingetragen werden.